# Заря (Васильковский район)
Заря (укр. Зоря) — село,
Васильковский поселковый совет,
Васильковский район,
Днепропетровская область,
Украина.
Код КОАТУУ — 1220755103. Население по переписи 2001 года составляло 285 человек.

## Географическое положение
Село Заря находится в 6-и км от левого берега реки Волчья,
на расстоянии в 1 км от села Петриковка и в 2-х км от села Красное.
По селу протекает пересыхающий ручей с запрудой.
Рядом проходит железная дорога, станция Крутоярка в 2,5 км.

## Происхождение названия
На территории Украины 24 населённых пункта с названием Заря.